# Ovezande
Ovezande est un village de la commune néerlandaise de Borsele, en Zélande. Jusqu'en 1970, il était une commune indépendante. Il compte 1 198 habitants (2008).
Ovezande est apparu vers 1300 sur une île complètement entourée de lais. En 1340, l'île a été reliée par un polder, via une digue, à Oudelande. Cette digue a constitué pendant longtemps l'unique liaison entre Ovezande et le reste de Zuid-Beveland.
Les armoiries d'Ovezande consistent en un O noir au-dessus d'un faisan. La légende explique ainsi l'origine du nom du village : rapidement prononcé, O - fazant (« O - faisan ») sonne comme Ovezande.

## Personnalité née à Ovezande
- Cees Priem, coureur cycliste né en 1950

## Galerie

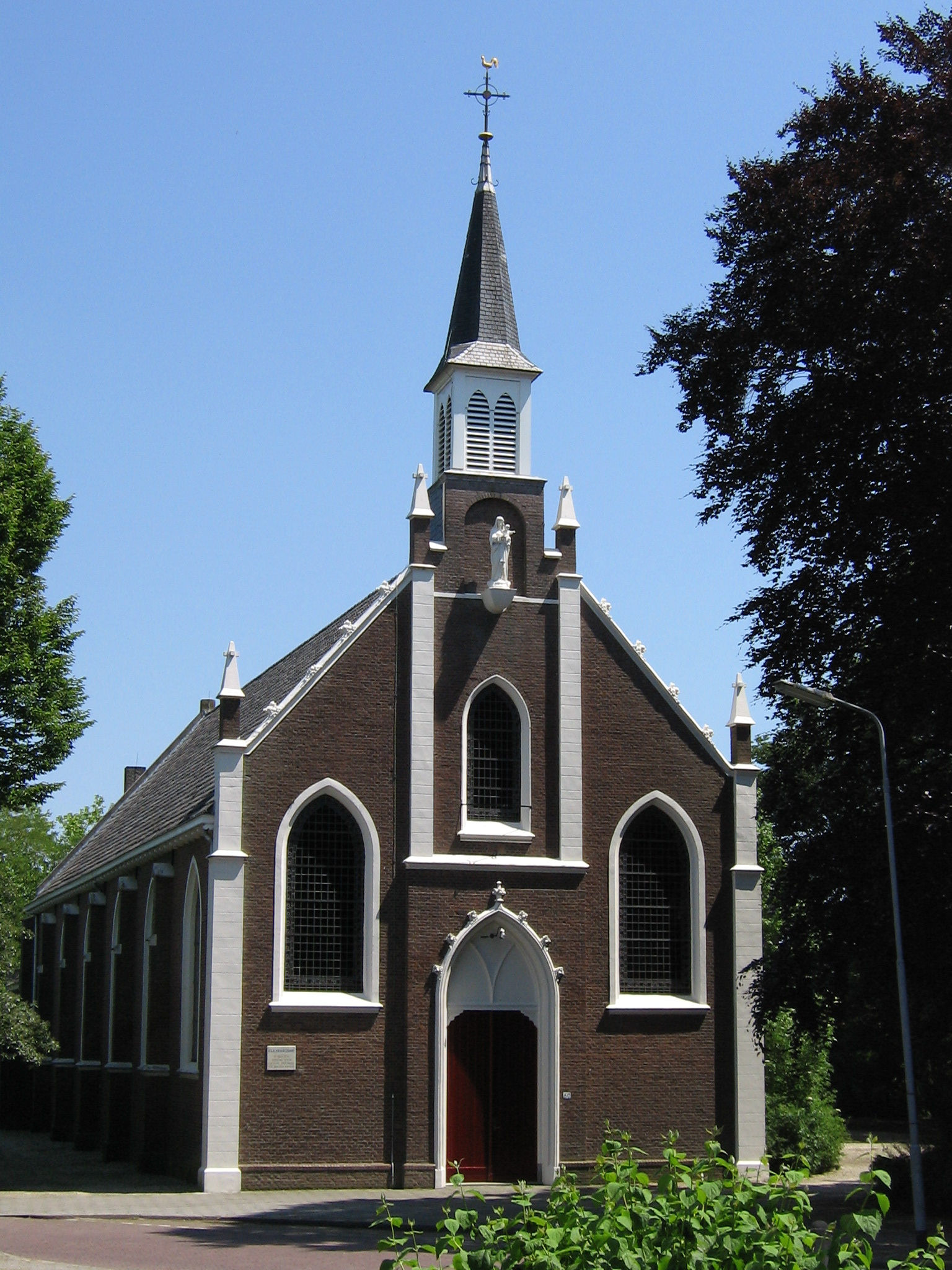
L'église catholique.
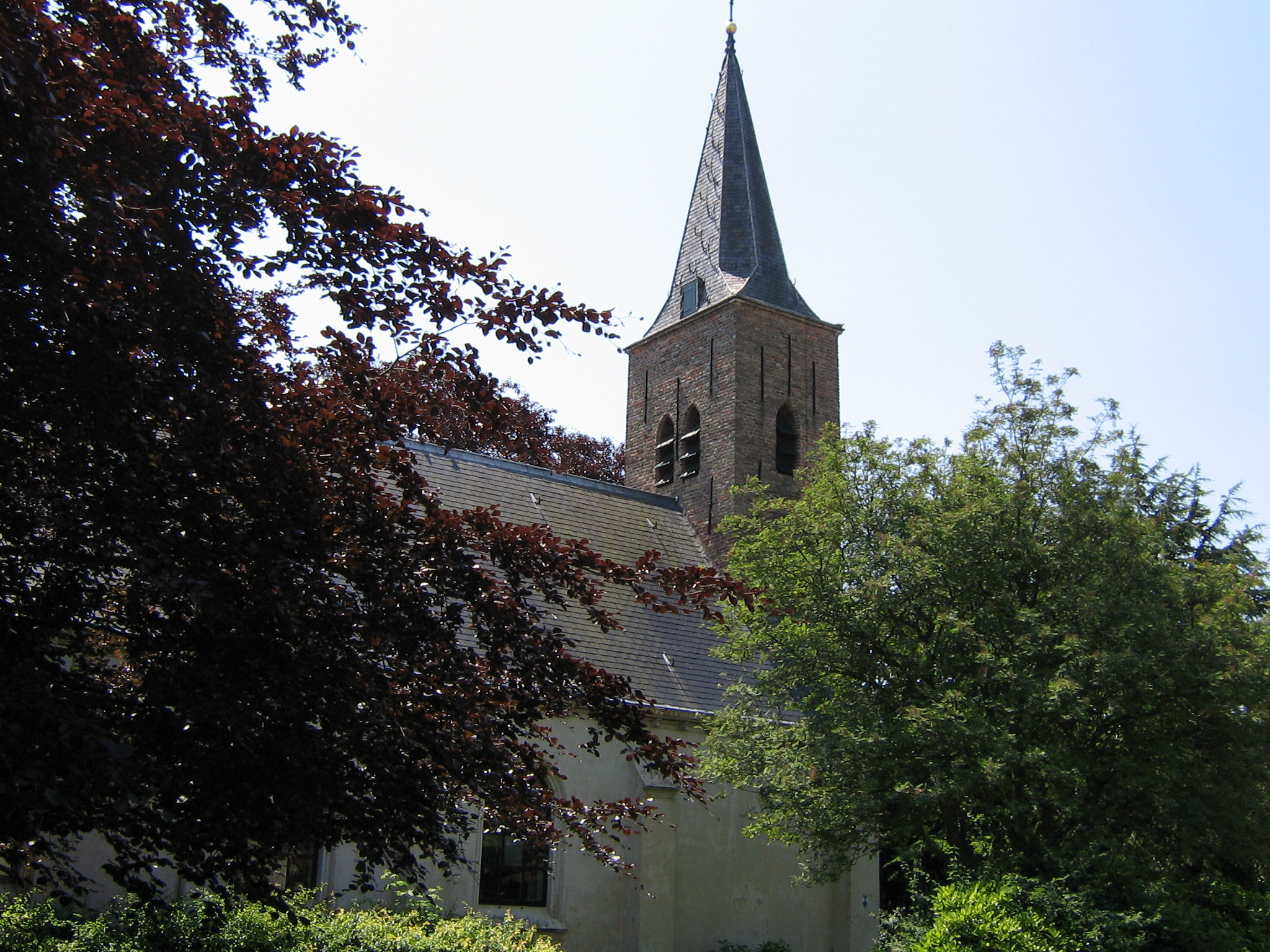
L'église de la Nederlandse Hervormde Kerk.

## Source
- (nl) Cet article est partiellement ou en totalité issu de l’article de Wikipédia en néerlandais intitulé « Ovezande » (voir la liste des auteurs).